# Mangelsdorf
Mangelsdorf is een plaats en voormalige gemeente in de Duitse deelstaat Saksen-Anhalt, en maakt deel uit van de Landkreis Jerichower Land.
Mangelsdorf telt 396 inwoners.